# Dallithyris fulva
Dallithyris fulva är en armfotingsart som först beskrevs av Blochmann 1906.  Dallithyris fulva ingår i släktet Dallithyris och familjen Terebratulidae. Inga underarter finns listade i Catalogue of Life.